# Peirce Mill
Le Peirce Mill est un moulin à eau sur la Rock Creek à Washington, la capitale des États-Unis. Situé au sein du Rock Creek Park, ce moulin construit en 1829 est inscrit au Registre national des lieux historiques depuis le 24 mars 1969.